# Liste der Bodendenkmäler in Wertach
Auf dieser Seite sind die Bodendenkmäler in dem schwäbischen Markt Wertach zusammengestellt. Diese Tabelle ist eine Teilliste der Liste der Bodendenkmäler in Bayern. Grundlage ist die Bayerische Denkmalliste, die auf Basis des Bayerischen Denkmalschutzgesetzes vom 1. Oktober 1973 erstmals erstellt wurde und seither durch das Bayerische Landesamt für Denkmalpflege geführt wird. Die folgenden Angaben ersetzen nicht die rechtsverbindliche Auskunft der Denkmalschutzbehörde.

## Bodendenkmäler in Wertach

### Bodendenkmäler in der Gemarkung Wertach
| Lage               | Objekt | Akten-Nr.     | Bild |
| ------------------ | --- | ------------- | ---- |
| Wertach (Standort) | Burgstall des Mittelalters (Schlossbichel).                                                                  | D-7-8328-0025 |      |
| Wertach (Standort) | Mittelalterliche und frühneuzeitliche Befunde im Bereich der Katholischen Kapelle St. Sebastian bei Wertach. | D-7-8328-0026 |      |
| Wertach (Standort) | Mittelalterliche und frühneuzeitliche Befunde im Bereich der Katholischen Pfarrkirche St. Ulrich in Wertach. | D-7-8328-0041 |      |
| Wertach (Standort) | Frühneuzeitliche Befunde im Bereich der Katholischen Kapelle St. Benno in Bichel.                            | D-7-8328-0121 |      |
| Wertach (Standort) | Burgstall des Mittelalters (Burgreithe).                                                                     | D-7-8328-0122 |      |
| Wertach (Standort) | Frühneuzeitliche Befunde im Bereich der Katholischen Kapelle St. Franz Xaver in Hinterreute.                 | D-7-8328-0124 |      |
| Wertach (Standort) | Frühneuzeitliche Befunde im Bereich der Katholischen Kapelle Mariä Heimsuchung bei Gereute.                  | D-7-8328-0130 |      |
| Wertach (Standort) | Befestigung des Mittelalters oder der frühen Neuzeit (Am Gesäng).                                            | D-7-8428-0040 |      |
| Wertach (Standort) | Frühneuzeitliche Befunde im Bereich der abgegangenen Kapelle Mariä Heimsuchung in Vorderreute.               | D-7-8428-0044 |      |